# Otto Benndorf
Friedrich August Otto Benndorf (Greiz, 13 de setembre de 1838 - Viena, 2 de gener de 1907) va ser un arqueòleg alemany, fundador de l'Österreichisches Archäologisches Institut (Institut Arqueològic Austríac).
Va estudiar amb Friedrich Gottlieb Welcker, Otto Jahn i Friedrich Ritschl a la Universitat de Bonn. Més tard, va treballar com a professor a Pforta, on un dels seus alumnes va ser Friedrich Nietzsche. De 1864 a 1868 va ser membre d'una expedició científica que va recórrer Itàlia (Roma i Sicília), Grècia i Àsia Menor. El 1868 va aconseguir lloc de treball a la Universitat de Göttingen sota la direcció de Friedrich Wieseler.
El 1869 va esdevenir professor associat d'arqueologia a la Universitat de Zúric, traslladant-se a la Universitat de Múnic el 1871 i a Praga l'any següent. Amb Alexander Conze, va participar en la segona expedició arqueològica austríaca a Samotràcia el 1875. Dos anys més tard, va succeir a Conze com a catedràtic d'arqueologia a la Universitat de Viena. Entre els seus alumnes a Viena es trobaven Michael Rostovtzeff, Emil Szanto, Julius von Schlosser o Franz Studniczka. El 1881-1882 va excavar l'anomenat Heroon de Trysa i investigar el pont de Limira a Lícia, enviant més de 100 caixes de material al Museu d'Història de l'Art de Viena. El 1884 va ser elegit membre corresponent de l'Acadèmia de Ciències de Göttingen. Amb Carl Humann, va organitzar una excavació a Efes el 1895. El 1898 va fundar el Österreichisches Archäologische Institut (Institut Arqueològic Austríac d'Atenes), del qual va ser director fins a la seva mort el 1907.